# Монтис, Костас
Костас Монтис (греч. Κώστας Μόντης; 18 февраля 1914, Фамагуста — 1 марта 2004, Никосия) — кипрский поэт.
Окончил юридический факультет Афинского университета (1937). По возвращении на Кипр работал менеджером в горнодобывающей компании, учителем, подрабатывал журналистикой. В 1942 г. был одним из организаторов первого на Кипре профессионального театра, который просуществовал всего два года. С 1946 г. редактировал журнал Кипрской торговой палаты, затем (с 1953 г.) Кипрский торговый журнал. В 1956—1969 гг. заведовал литературным отделом в журнале «Время Кипра». В 1961—1976 гг. заведовал правительственным департаментом по туризму.
Монтис писал как на литературном греческом языке, так и на кипрском диалекте. Его первая книга стихов вышла в 1934 г., за ней последовали около 20 других, а также роман «Господин Батиста и все остальное» (1980). Монтис также составил (вместе с Андреасом Христофидесом) антологию кипрской поэзии за всю её историю (1965), изданную в дальнейшем также по-английски и по-французски. Ему принадлежат переводы пьес Аристофана «Законодательницы» и «Лисистрата» на кипрский диалект новогреческого языка.